# Musica tedesca
La musica tedesca comprende la produzione musicale della Germania.
Oltre alla musica classica, rappresentata principalmente da Bach e Beethoven, in Germania sono sorte varianti di generi d'importazione, in particolare il rock, l'heavy metal e la musica elettronica. Negli ultimi decenni si è imposto anche il rap, soprattutto tra i più giovani.

## Storia e generi
La musica classica tedesca è tra le più eseguite e apprezzate del mondo. Molti compositori classici tedeschi, infatti, hanno segnato profondamente la storia musicale. Tra questi vi sono Johann Sebastian Bach, Ludwig van Beethoven, e Felix Mendelssohn, Clara e Robert Schumann, importanti  esponenti della musica romantica, Johannes Brahms, esponente della musica tardo-romantica, e Richard Wagner.
| Johann S. Bach Toccata e fuga | Ludwig v. Beethoven Sinfonia n. 5 | Richard Wagner Die Walküre |
| ----------------------------- | --------------------------------- | -------------------------- |
|                               |                                   |                            |

Già nel XII secolo si hanno le prime composizioni tedesche, scritte dalla religiosa Ildegarda di Bingen, autrice di una serie di inni e di musica sacra.
Nel XVII secolo l'arte musicale tedesca fu espressa da Dietrich Buxtehude, Johann Kuhnau e Johann Pachelbel, noto, tra l'altro,  per il suo Canone. Nel periodo illuminista Bach fu il primo di una grande generazione di musicisti tedeschi che continuò con Johann Mattheson, prima dell'arrivo dei grandi maestri Ludwig van Beethoven, Carl Maria von Weber, Robert Schumann, Richard Wagner, Ferdinand Beyer e molti altri.
La tendenza espressionista venne rappresentata da Paul Hindemith, mentre quella romantica anche da Richard Strauss. Nel XX secolo spicca anche la figura di Carl Orff, noto per i Carmina Burana (1937). Dopo la seconda guerra mondiale si sviluppò la musica concreta.
La musica tedesca del XX e XXI secolo abbraccia diversi movimenti come il Neue Deutsche Welle (Nena, Alphaville), la disco music (Boney M., Dschinghis Khan, Milli Vanilli), il metal (Rammstein, Helloween, Gamma Ray, Blind Guardian), l'hard rock (Scorpions), il punk (Die Ärzte, Die Toten Hosen, Böhse Onkelz), il pop rock (Tokio Hotel), l'Ostrock anni '70 (Keimzeit) e l'hip hop. 

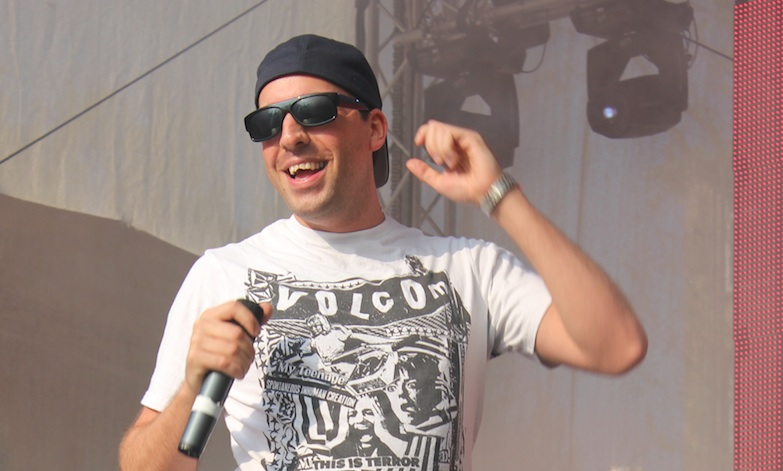
Il rapper Frauenarzt del gruppo Die Atzen.

La canzone tedesca più Cliccata nel web è Disco Pogo del gruppo hip-hop Die Atzen che conta oltre 49.000.000 di visualizzazioni.
Più recente è lo sviluppo dell'hip hop tedesco, dove i maggior rappresentati sono il gruppo Die Atzen (Frauenarzt & Manny Marc), Bushido, Sido e Cro seguiti da Die Fantastischen Vier, Fettes Brot,

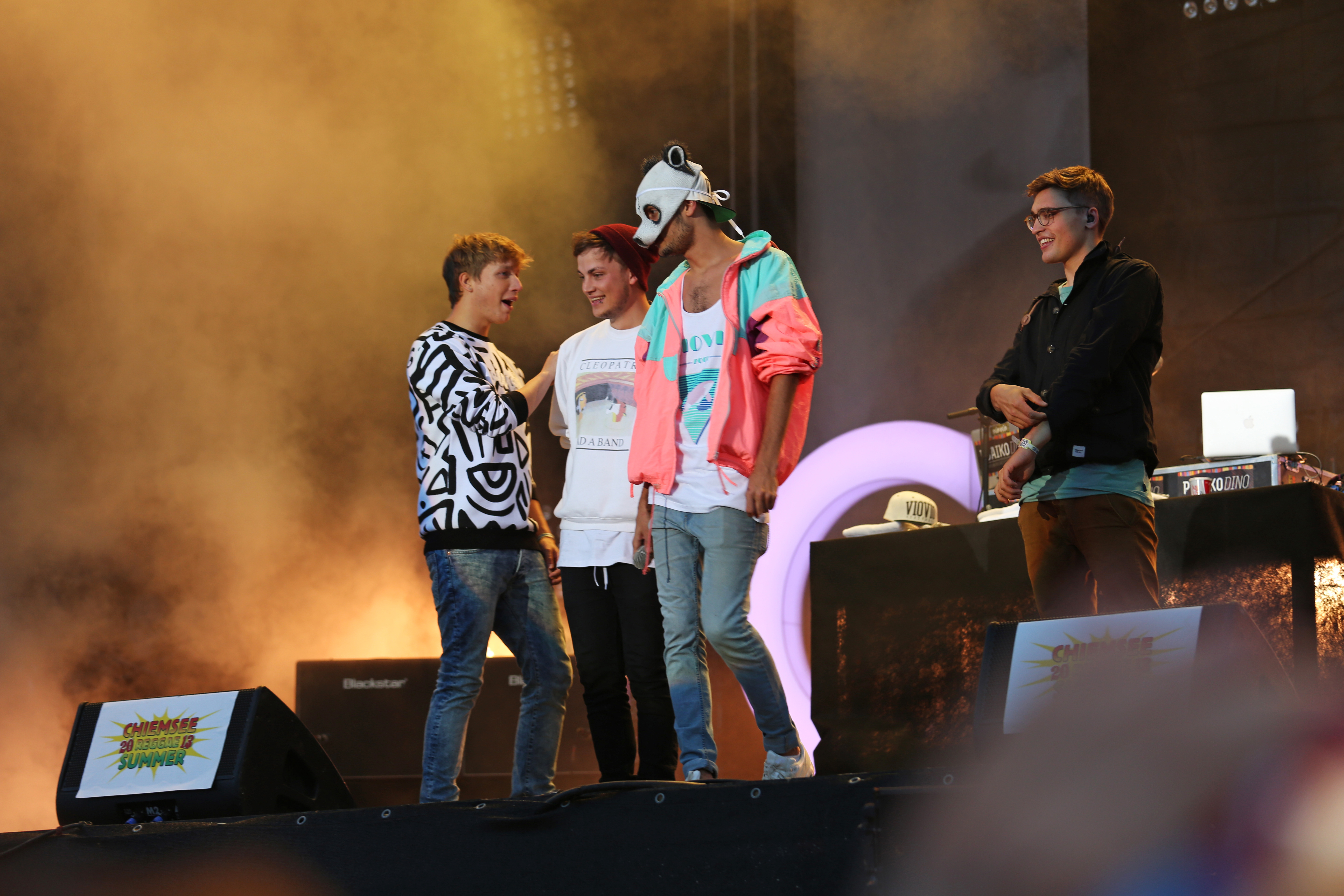
Il rapper mascherato Cro, insieme alla sua band sul palco.

In ambito musicale, tuttavia, la Germania è conosciuta in particolar modo per la grande influenza globale nell'ambito della musica elettronica, grazie a gruppi come Kraftwerk, Tangerine Dream, Liaisons Dangereuses e della musica minimale e techno, per mezzo di Sven Väth, Paul van Dyk, ATB, Cosmic Gate, Tomcraft, Paul Kalkbrenner, Kai Tracid, Zedd, Zombienation, Boys Noize, Alex Christensen, Scooter, Mousse T., Robin Schulz e altri artisti. Molti sottogeneri del trance sono nati e attivi in Germania.
La Germania è considerata anche una delle patrie della musica industriale (Einstürzende Neubauten, KMFDM), la cui corrente principale è rappresentata dalla Neue Deutsche Härte.
Molto importante è anche la scena goth (Lacrimosa, Das Ich, Illuminate, Xmal Deutschland).
Inoltre la Germania è la patria del cosiddetto Krautrock, con nomi come Neu!, Kraan e Klaus Schulze.
Anche uno dei principali compositori di colonne sonore cinematografiche è tedesco: si tratta di Hans Zimmer.
E ancora ricordiamo l'importante affermazione della Germania all'Eurovision Song Contest della quale vinse (allora Germania Ovest) l'edizione del 1982 con Nicole e il singolo Ein bißchen Frieden e quella del 2010 con Lena  vincitrice dell'edizione  con il  brano Satellite. La musica tradizionale tedesca è suonata al pianoforte ed è

## Eventi e luoghi musicali
La Germania ospita inoltre molti festival musicali. Uno dei più importanti a livello rock è il Rock am Ring. 
Tra i festival di musica elettronica si segnala il Love Parade.
Un importante festival metal è il Wacken Open Air.
La Germania è però anche rinomata per i suoi grandi teatri d'opera, come il Semperoper, il Komische Oper Berlin e il Staatstheater am Gärtnerplatz.